# Курумова, Инесса Алимовна
Инесса Алимовна Курумова (30 августа 1936, Буйнакск — 28 марта 2015, Махачкала) — советская и российская театральная актриса, народная артистка России (2005).

## Биография
Родилась 30 августа 1936 года в Буйнакске (Дагестанская АССР) в артистической семье Барият Мурадовой, первой на Кавказе народной артисткой СССР, и актёра и режиссёра Алима Курумова.
В 1962 году окончила Высшее театральное училище им. Б. Щукина в Москве (курс Бориса Кульнёва, педагоги Дина Андреева, Цецилия Мансурова).
В 1962—1985 годах играла в Дагестанском кумыкском музыкально-драматическом театре. С 1985 года была актрисой Дагестанского русского драматического театра им. Горького.
Выступала с собственной музыкально-поэтической концертной программой.
Умерла 28 марта 2015 года в Махачкале на 79 году жизни. Похоронена на Мусульманском кладбище Махачкалы.

### Семья
- Мать — актриса Барият Солтанмеджидовна Мурадова (1914—2001), народная артистка СССР.
- Отец — актёр и режиссёр Алим Салимханович Курумов (1911—1974), народный артист РСФСР.
- Сестра — Белла Алимовна Мурадова (род. 1940), первая в Дагестане женщина-скульптор.
- Дочь — Зарема, окончила медицинскую академию, врач-эндокринолог.
- Сын — Заур, экономист, живёт и работает в Израиле[4].

## Награды
- Народная артистка Дагестанской АССР (1980).
- Заслуженная артистка России (1997).
- Народная артистка России (2005).
- Лауреат Государственной премии им. Гамзата Цадасы Республики Дагестан.
- Диплом I степени на театральном фестивале «Русская классика» в Ставрополе (1995).

## Работы в театре
- «Кровавая свадьба» Г. Лорки — мать Леонардо (дипломный спектакль)
- «Самодуры» Карло Гольдони — Маргарита
- «Слуга двух господ» Карло Гольдони — Беатриче
- «Укрощение строптивой» У. Шекспира — Катарина
- «Женитьба» Н. Гоголя — Агафья Тихоновна
- «Бесприданница» А. Островского — Лариса
- «Гроза» А. Островского — Катерина
- «Нора» Г. Ибсена — Нора

### Дагестанский кумыкский музыкально-драматический театр
- «Медея» Еврипида — Медея
- «Что тот солдат, что этот …» Б. Брехта
- «День чудесных обманов» по пьесе Р. Шеридана «Дуэнья» — Доротея
- «Свадьба на войне» А.-В. Сулейманова
- «Сундук бедствий» Г. Цадасы
- «Ссора» К. Абукова

### Дагестанский русский драматический театр им. М. Горького
- «Выходили бабки замуж» Ф. Булякова — Полина
- «Полоумный Журден» М. Булгакова — госпожа Журден
- «Ромул Великий» Ф. Дюрренматта — Императрица
- «Проделки Ханумы» А. Цагарели — Ханума
- «Матушка Кураж» Б. Брехта — Мамаша Кураж

## Фильмография
- 1980 — Чегери — Айшат
- 1981 — Тайна синих гор — эпизод
- 1984 — Талисман любви — Зазав